# La Mancelle
Pour les articles homonymes, voir Mancelle.
La Mancelle est une automobile à vapeur conçue en 1878 par le Français Amédée Bollée.
À la suite de l'échec commercial du précédent modèle, L'Obéissante, que Bollée attribue à son poids excessif, il conçoit un véhicule plus léger à carrosserie Victoria, atteignant seulement les 2 750 kg.
Avec la cinquantaine d'exemplaires produits, La Mancelle est la première voiture à avoir été fabriquée en série dans le monde. Sa pointe de vitesse était de 42 km/h (selon les conditions météorologiques).
La Mancelle est faite de bois et d'acier.

## Caractéristiques
Les roues sont entraînées au moyen d’un arbre de transmission, relié à un moteur à deux cylindres placé à l'avant, d'un différentiel et de chaînes latérales. 
Les suspensions sont entièrement nouvelles : deux ressorts à lames transversaux, équipant indépendamment les roues, assurent la suspension des roues avant. 
La direction, quant à elle, fonctionne sur le principe d'un pignon engrenant une crémaillère en arc de cercle et d'une biellette de chaque côté reliée au levier de direction.
Elle est le seul véhicule automobile avec L'Obéissante à avoir participé à l'Exposition universelle de 1878, où elle remporta une médaille d'or juste après son trajet mené à terme entre Paris et Vienne. Elle effectue pour l'occasion une cinquantaine de promenades dans la capitale, la plupart du temps entre le Trocadéro et le pont de Sèvres. Ces prouesses incitent Le Cordier à créer la Société fondatrice de tramways dallés et de voitures à vapeur — société anonyme d'un capital de 460 000 francs —, en établissant une usine au Mans pour la construction de nouvelles voitures par Amédée Bollée.

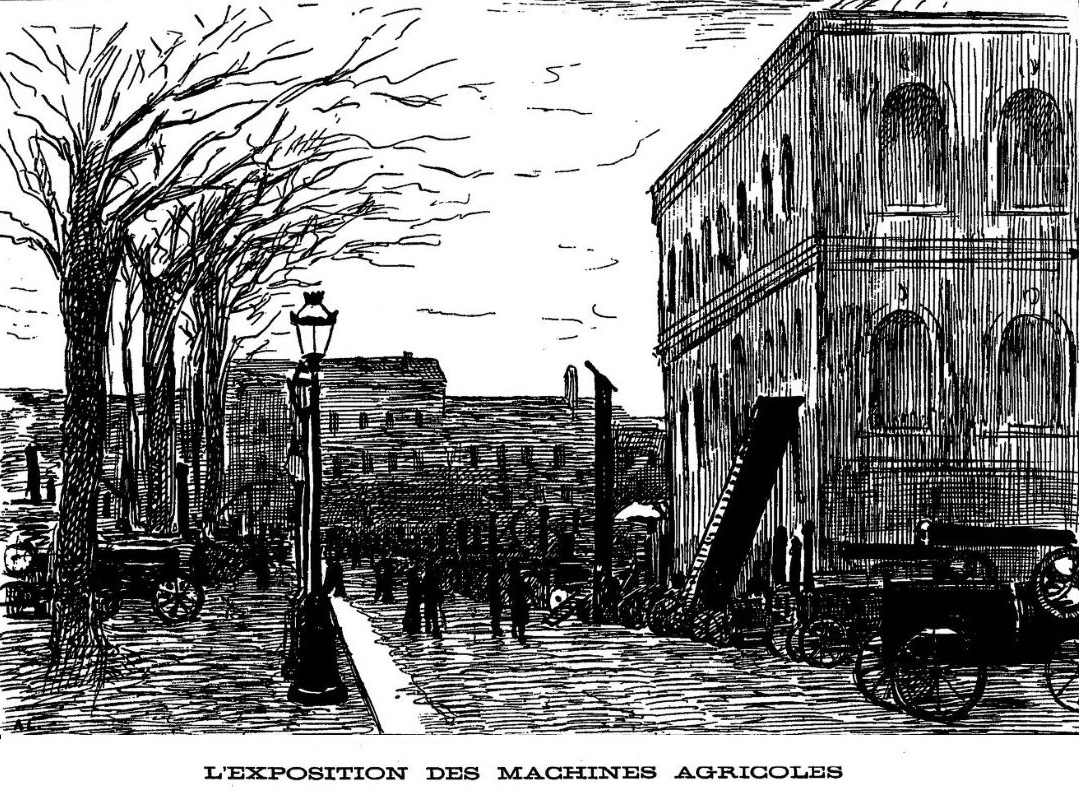
L'exposition des machines agricoles et autres machines à vapeur, à l'Exposition universelle de 1878 à Paris.
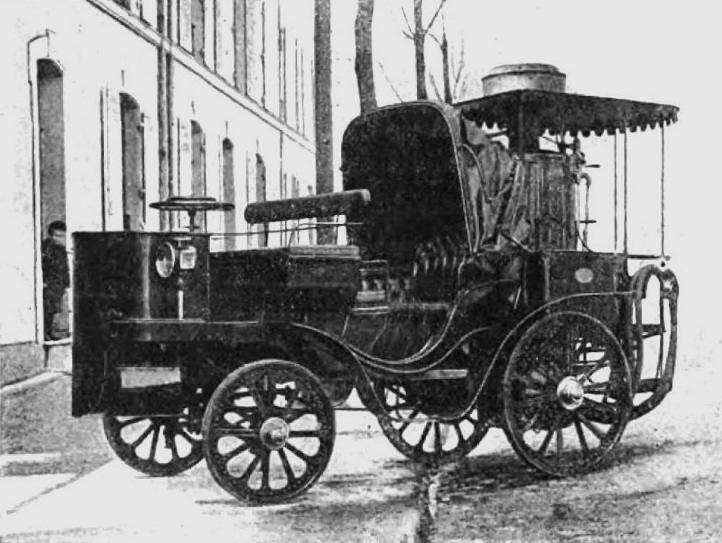
La Mancelle de 1878, photographie des années 1910.
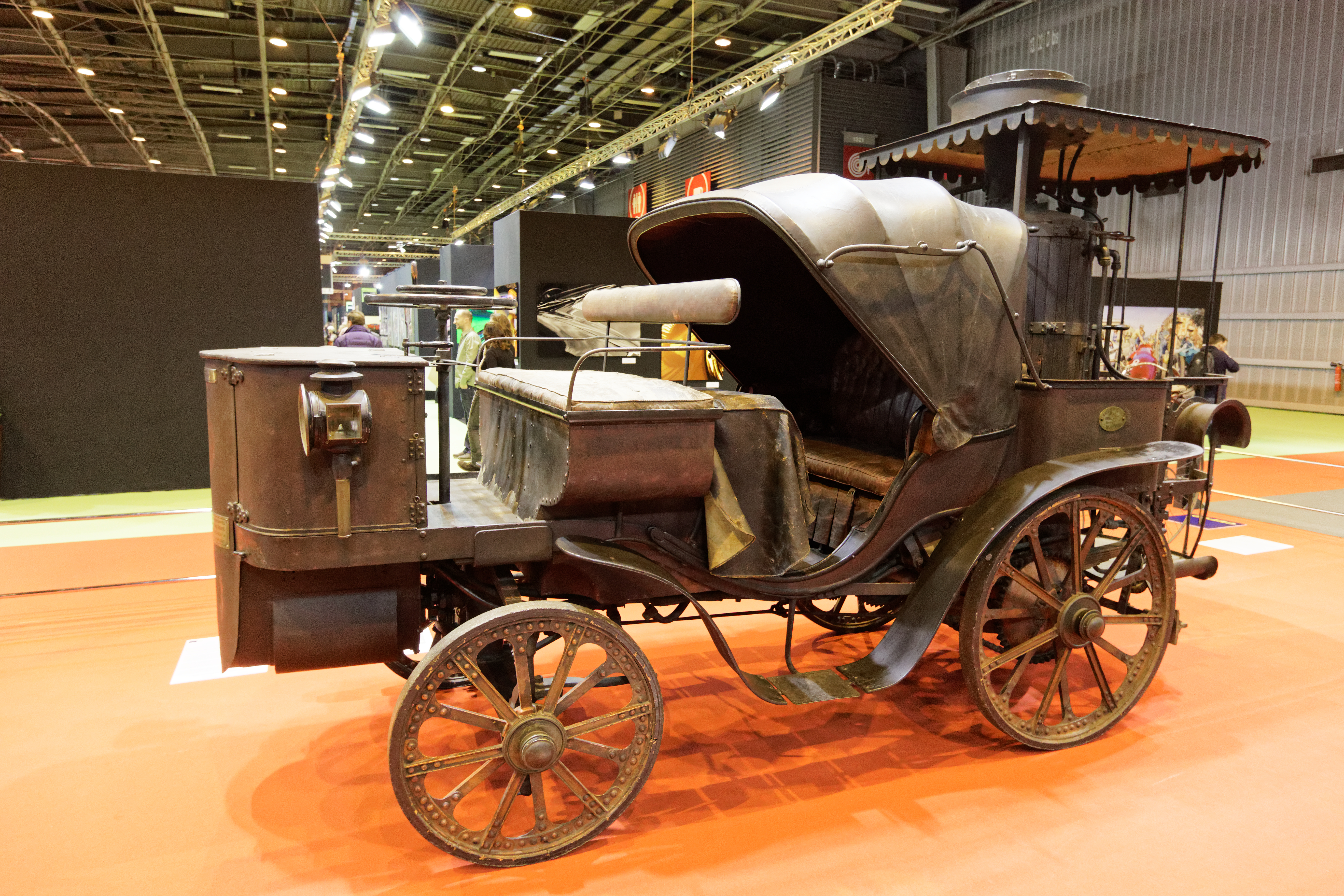
La Mancelle au Salon Rétromobile de 2016.